# Juan Manuel Insaurralde
Juan Manuel Insaurralde (ur. 3 października 1984 w Resistencii) – argentyński piłkarz występujący na pozycji środkowego obrońcy, obecnie zawodnik Colo-Colo.

## Kariera klubowa
Insaurralde jest wychowankiem klubu Chacarita Juniors ze stołecznego Buenos Aires, do którego seniorskiej drużyny został włączony jako osiemnastolatek przez szkoleniowca Néstora Craviotto. W argentyńskiej Primera División zadebiutował 5 lipca 2003 w przegranym 1:2 spotkaniu z Newell’s Old Boys, początkowo będąc jednak głębokim rezerwowym drużyny. Na koniec rozgrywek 2003/2004 spadł z nią do drugiej ligi argentyńskiej, decydując się jednak na pozostanie w zespole, którego podstawowym zawodnikiem został dopiero w 2006 roku. W lipcu 2008, w wyniku udanych występów na pierwszoligowym zapleczu, powrócił do najwyższej klasy rozgrywkowej, podpisując umowę z ekipą Newell’s Old Boys z miasta Rosario. Tam od razu został kluczowym zawodnikiem formacji defensywy i stał się jednym z najbardziej cenionych stoperów w lidze, premierowego gola na najwyższym szczeblu zdobywając 25 września 2008 w przegranej 2:4 konfrontacji z Boca Juniors. W jesiennym sezonie Apertura 2009 wywalczył z Newell’s wicemistrzostwo kraju, zaś ogółem reprezentował jego barwy przez dwa lata.
Latem 2010 Insaurralde za sumę 1,8 miliona dolarów przeniósł się do krajowego giganta – stołecznego Club Atlético Boca Juniors. Tam stworzył pewny duet stoperów z doświadczonym Rolando Schiavim i z prowadzoną przez Julio Césara Falcioniego odniósł sukcesy zarówno na arenie krajowej, jak i międzynarodowej. W sezonie Apertura 2011 zdobył pierwsze w karierze mistrzostwo Argentyny, natomiast w 2012 roku wywalczył puchar Argentyny – Copa Argentina, a także dotarł do finału najbardziej prestiżowych południowoamerykańskich rozgrywek – Copa Libertadores. Bezpośrednio po tym za sumę 3,3 miliona euro został graczem rosyjskiego Spartaka Moskwa, w którego barwach 25 sierpnia 2012 w przegranym 1:2 meczu z Terekiem Grozny zadebiutował w Priemjer-Lidze, strzelając także wówczas pierwszą bramkę w nowej ekipie. Nie potrafił sobie jednak wywalczyć pewnego miejsca w zespole prowadzonym przez Unaia Emerego, mając za konkurentów graczy takich jak Nicolás Pareja, Salvatore Bocchetti czy Marek Suchý.
W styczniu 2014 Insaurralde został wypożyczony na pół roku do greckiego PAOK FC z siedzibą w Salonikach. W Superleague Ellada zadebiutował 16 lutego 2014 w przegranym 1:2 pojedynku z Asteras Tripolis, zaś na koniec sezonu 2013/2014 – jako podstawowy piłkarz PAOK-u – zdobył tytuł wicemistrza Grecji. Po powrocie do Spartaka udało mu się na dłużej zaistnieć w podstawowej jedenastce moskiewskiego zespołu, jednak na koniec rozgrywek zdecydowano się nie przedłużać z nim kontraktu. W lipcu 2015 wyjechał do Meksyku, na zasadzie wolnego transferu zasilając tamtejszy zespół Chiapas FC z miasta Tuxtla Gutiérrez. W tamtejszej Liga MX zadebiutował 15 sierpnia 2015 w przegranym 1:4 spotkaniu z Tigres UANL, zaś pierwszą bramkę zdobył 17 października tego samego roku w zremisowanej 2:2 konfrontacji z Monterrey. Ogółem w Chiapas występował jako filar defensywy przez osiem miesięcy bez większych sukcesów.
Wiosną 2016 Insaurralde powrócił do Club Atlético Boca Juniors.
| Sezon     | Klub              | Kraj      | Rozgrywki          | Mecze | Bramki |
| --------- | ----------------- | --------- | ------------------ | ----- | ------ |
| 2002/2003 | Chacarita Juniors | Argentyna | Primera División   | 1     | 0      |
| 2003/2004 | Chacarita Juniors | Argentyna | Primera División   | 3     | 0      |
| 2004/2005 | Chacarita Juniors | Argentyna | Primera B Nacional | 11    | 0      |
| 2005/2006 | Chacarita Juniors | Argentyna | Primera B Nacional | 0     | 0      |
| 2006/2007 | Chacarita Juniors | Argentyna | Primera B Nacional | 33    | 2      |
| 2007/2008 | Chacarita Juniors | Argentyna | Primera B Nacional | 32    | 4      |
| 2008/2009 | Newell’s Old Boys | Argentyna | Primera División   | 32    | 4      |
| 2009/2010 | Newell’s Old Boys | Argentyna | Primera División   | 34    | 6      |
| 2010/2011 | CA Boca Juniors   | Argentyna | Primera División   | 36    | 2      |
| 2011/2012 | CA Boca Juniors   | Argentyna | Primera División   | 31    | 3      |
| 2012/2013 | Spartak Moskwa    | Rosja     | Priemjer-Liga      | 11    | 1      |
| 2013/2014 | Spartak Moskwa    | Rosja     | Priemjer-Liga      | 7     | 0      |
| 2013/2014 | PAOK FC           | Grecja    | Superleague Ellada | 11    | 0      |
| 2014/2015 | Spartak Moskwa    | Rosja     | Priemjer-Liga      | 20    | 1      |
| 2015/2016 | Chiapas FC        | Meksyk    | Liga MX            | 14    | 2      |
| 2016      | CA Boca Juniors   | Argentyna | Primera División   |       |        |

## Kariera reprezentacyjna
W seniorskiej reprezentacji Argentyny Insaurralde zadebiutował za kadencji selekcjonera Diego Maradony, 30 września 2009 w wygranym 2:0 meczu towarzyskim z Ghaną. Osiem miesięcy później wystąpił jeszcze w sparingu z Haiti (4:0), zaś niedługo potem znalazł się w szerokim składzie kadry na Mistrzostwa Świata w RPA. Nie został jednak ostatecznie powołany przez Maradonę na południowoafrykański mundial, zamykając swój bilans w drużynie narodowej na dwóch występach.